# 华电能源
華電能源股份有限公司（英語：Huadian Energy Company Limited）；前稱黑龙江电力股份有限公司，上交所：600726/900937，简称：華電能源/華電B股，前簡稱龙电股份、龙电B股，是中國一間發電公司，總部位於黑龙江省省會哈尔滨市。現時業務在黑龙江省經營發電，包括新能源领域延伸，风电项目和污泥焚烧发电。

## 歷史
黑龙江电力股份有限公司是由黑龙江省电力开发公司、黑龙江省电力公司、中国人民建设银行黑龙江省信托投资公司和黑龙江省华能发电公司四家國有單位發起的股份制有限公司，成立於1993年2月2日，是黑龙江省和电力工业部的股份制试点企业之一。1994年，中国东北电力集团公司以置入資產的方式，取代黑龙江省电力开发公司成為大股東。
公司股份在1996年7月1日和1996年4月22日於上海證券交易所A股（人民幣結算）和B股（美元結算）上市。上市首年，公司主要股東為中国东北电力集团公司，佔47.50%，其次是黑龙江省电力公司，佔3.80%；黑龙江省电力公司为东北电力集团公司的子公司。1999年，中国东北电力集团公司成為国家电力公司旗下企業，改名国家电力公司东北公司；並將龙电股份的國有法人股轉到姊妹公司（前子公司）黑龙江省电力有限公司（原黑龙江省电力公司），而黑龙江省电力开发公司則成為龙江省电力有限公司的全资子公司，兩者於2001年底控制龙电股份35%的股權，並是龙电股份的唯一客户。
2002年，國家電力公司被撤銷，龙电股份的國有法人股再被轉到中国华电集团旗下，並改名華電能源股份有限公司。
根據华电能源，公司目前佔占黑龙江省全省发电量的42%。

## 連結
- 官方网站